# Cosmódromo Vostochni
El Cosmódromo Vostochni u Oriental (en ruso: Космодро́м «Восто́чный», Kosmodróm «Vostočnyj») es una base espacial rusa ubicada en el óblast de Amur (Siberia), cuya construcción fue aprobada por Vladímir Putin el 6 de noviembre de 2007. Su propósito es complementar, y en último término sustituir, al cosmódromo de Baikonur que quedó en Kazajistán tras la fragmentación de la Unión Soviética.
El primer lanzamiento desde Vostochni se realizó el 28 de abril de 2016 con un cohete Soyuz 2.1a / Volga transportando el satélite científico Mikhailo Lomonosov, el de observación terrestre Aist-2D y un nanosatélite experimental. Hasta el 1 de julio de 2022, se han realizado once intentos de lanzamiento con diez éxitos.
Su posición meridional en el óblast de Amur, si bien no tan adecuada como la de Baikonur, facilita los lanzamientos a la órbita ecuatorial. La construcción comenzó en enero de 2011  El actual cosmódromo Svobodni forma parte de las instalaciones de este complejo.

## Plataformas de lanzamiento
En el transcurso de varios años se prevé construir 7 plataformas de lanzamiento en Vostochny entre las que se incluyen:
- Sitio 1S (S de Soyuz): Soyuz-2, cuyo lanzamiento se produjo el 28 de abril de 2016 a las 02:01 UTC.
- Sitio 1A (A de Angara) Angará - 1.2/A5/A5P/A5V: construcción iniciada en septiembre de 2018, primer lanzamiento el 11 de abril de 2024, a las 09:00 UTC.
- Sitio 2A – Soyuz-7 (Amur). La construcción comenzara una vez que se haya completado la construcción del sitio 1A.
- PU 3 (PU o ПУ para "puskovaya ustanovka" o "пусковая установка", que significa "plataforma de lanzamiento"): próximo vehículo de lanzamiento de carga súper pesada.